# Bagrám
Bagrám (persky بگرام Bagrām) je město, které se v době starověku nacházelo na území dnešního Afghánistánu, poblíž města Čáríkár. Leželo na strategicky výhodně pozici při hedvábné stezce.

## Dějiny

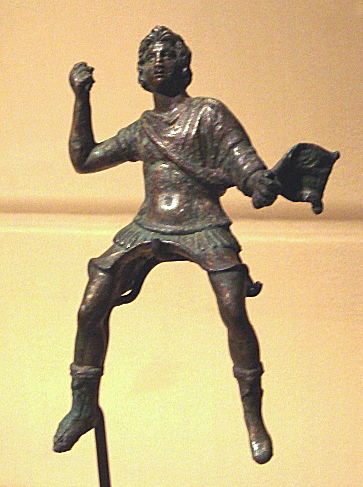
Socha mladého Alexandra Velikého, která byla nalezena v Bagramu

Není známo, od kdy bylo město původně osídleno. Někdy v 5. století př. n. l. zničil město perský Achaimenovec Kýros II., avšak již jeho syn Dareios I. město vystavěl znovu. Kolem roku 320 dobyl Bagram Alexandr Veliký, po jehož smrti město připadlo jeho generálovi Seleukovi. Počátkem 4. století město ovládli Maurjové. Poté, co byli sesazeni z trůnu Šungy, dobylo oblast Bagramu řeckobaktrijské království v čele s Demetriem.
V 1. století n. l. se Bagrám stal jedním ze dvou hlavních měst Kušánské říše (druhým byla Mathura). Kušánský král Kaniška nechal ve městě zbudovat mnoho nových budov. V hlavním městském paláci se ve 20. století našlo nevídané množství různých sošek, nádob i dalších předmětů vyrobených z různých materiálů včetně slonoviny. Rozmanitost původu těchto předmětů svědčí o čilé výměně mezi Kušánci a východními i západními zeměmi. Město bylo od 3. století opuštěno.
V roce 1976 zde bylo vybudováno moderní letiště a během sovětské okupace se zde nacházela základna Sovětské armády. Přímo na místním letišti byl založen 378. samostatný útočný letecký pluk, který operoval s letouny Su-25.
V současné době se v Bagrámu nachází letecká základna Bagrám. Tu opustila americká armáda na začátku července 2021.